# Arawakella
Arawakella is een geslacht van rechtvleugeligen uit de familie Eumastacidae. De wetenschappelijke naam van dit geslacht is voor het eerst geldig gepubliceerd in 1942 door Rehn & Rehn.

## Soorten
Het geslacht Arawakella omvat de volgende soorten:
- Arawakella gasci Descamps, 1977
- Arawakella unca Rehn & Rehn, 1942